# Municipio de Moyer
El municipio de Moyer (en inglés: Moyer Township) es un municipio ubicado en el condado de Swift en el estado estadounidense de Minnesota. En el año 2010 tenía una población de 88 habitantes y una densidad poblacional de 0,98 personas por km².

## Geografía
El municipio de Moyer se encuentra ubicado en las coordenadas 45°17′24″N 95°56′34″O / 45.29000, -95.94278. Según la Oficina del Censo de los Estados Unidos, el municipio tiene una superficie total de 90.01 km², de la cual 89,73 km² corresponden a tierra firme y (0,3 %) 0,27 km² es agua.

## Demografía
Según el censo de 2010, había 88 personas residiendo en el municipio de Moyer. La densidad de población era de 0,98 hab./km². De los 88 habitantes, el municipio de Moyer estaba compuesto por el 94,32 % blancos, el 4,55 % eran de otras razas y el 1,14 % eran de una mezcla de razas. Del total de la población el 4,55 % eran hispanos o latinos de cualquier raza.